# Kerzendorf
Kerzendorf is een plaats in de Duitse gemeente Ludwigsfelde, deelstaat Brandenburg.  
Het telde 212 inwoners volgens de website van de gemeente Ludwigsfelde. Peildatum: 31 december 2023.
Kerzendorf ligt aan de Bundesstraße 101, 2½ km ten zuiden van de stad Ludwigsfelde.
De herkomst van de plaatsnaam is onbekend. Waarschijnlijk hangt deze niet samen met kaarsen.
De dorpskerk is gebouwd in neoromaanse architectuur in 1897.

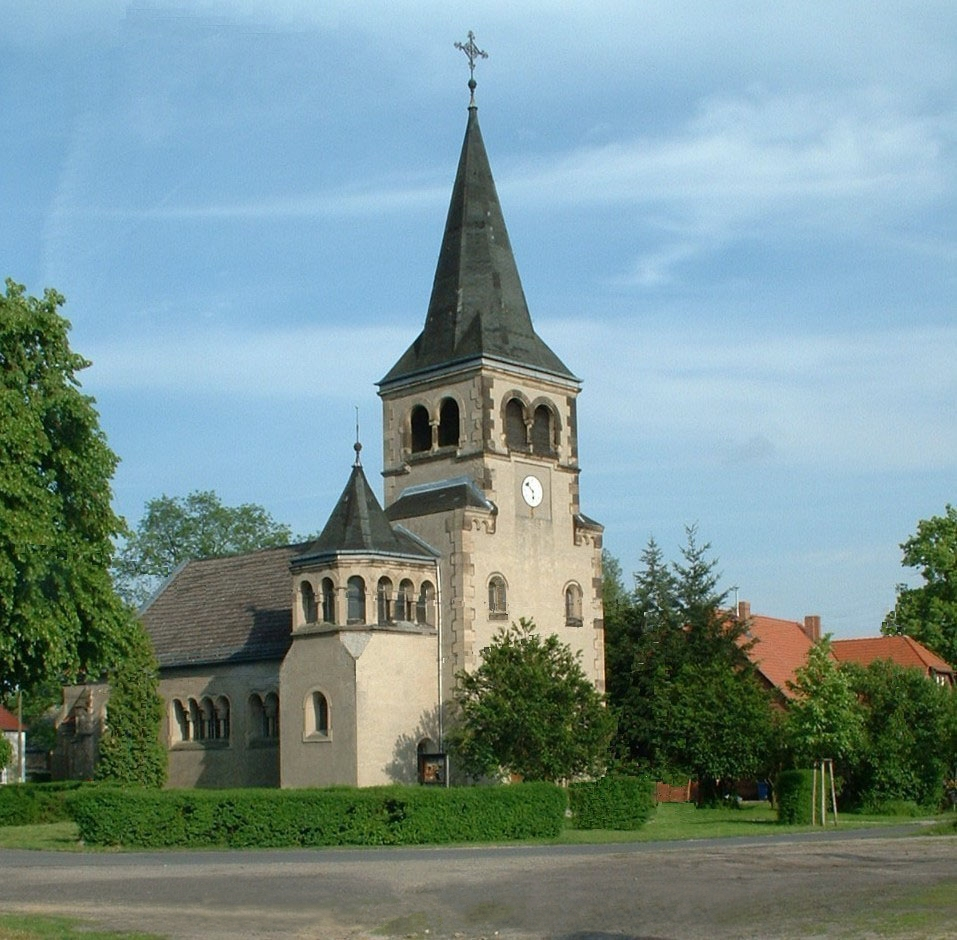
Kerk van Kerzendorf (1)
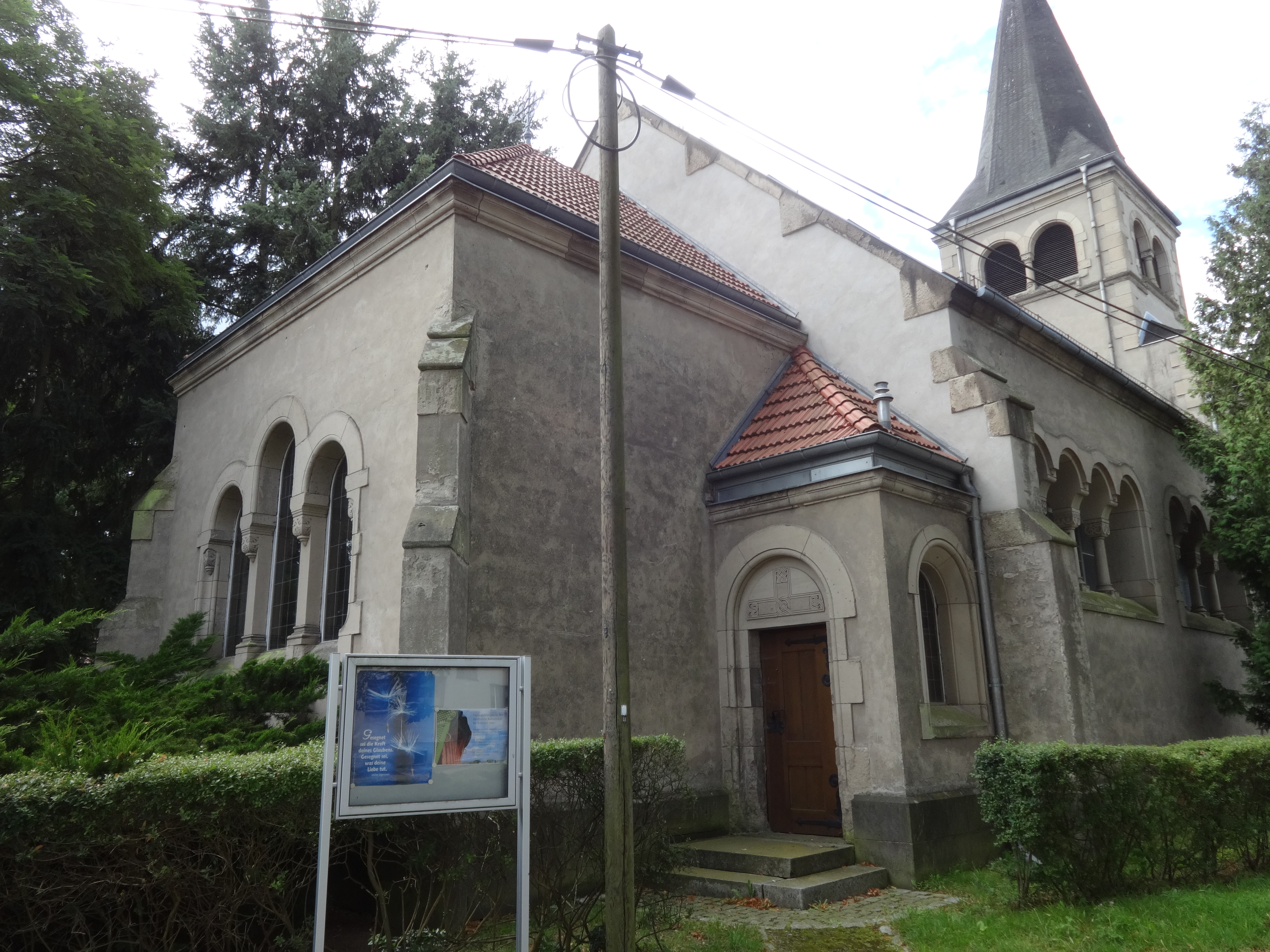
Kerk van Kerzendorf (2)
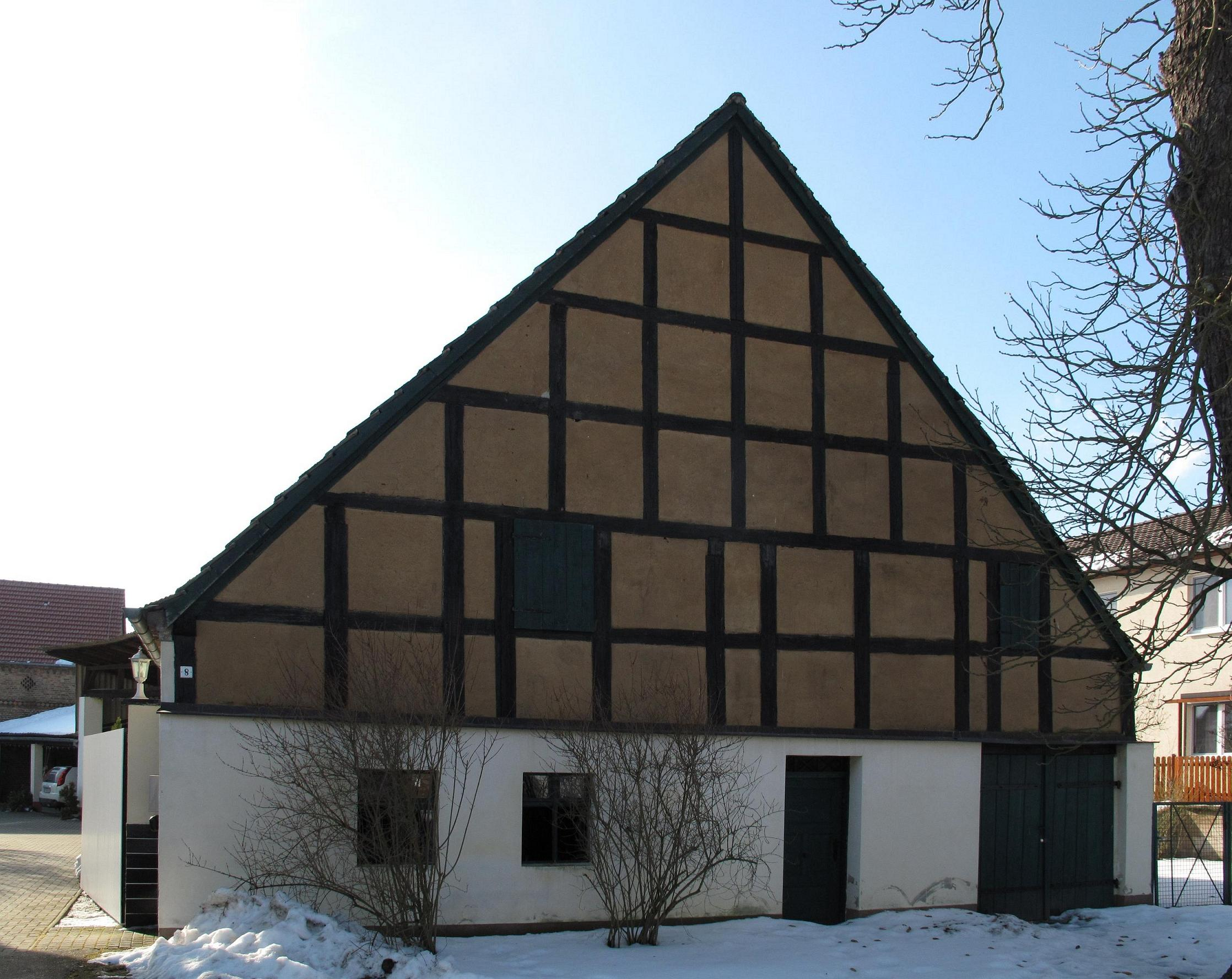
Oud vakwerkhuis in Kerzendorf